# 莫西 (密蘇里州)
莫西（英語：Morsey）是位於美國密蘇里州沃倫縣的鬼鎮。

## 歷史
莫西的郵局於1891年設立，其後於1908年停運。

## 地理
莫西所處的海拔為高於海平面226米（即741英呎），而該地所採用的時區為UTC-6，即北美中部時區（CST）。同時該地設有夏令時間，為UTC-6調快一小時，即UTC-5（CDT）。